# Bro socken, Gotland
Bro socken ingick i Gotlands norra härad, ingår sedan 1971 i Gotlands kommun och motsvarar från 2016 Bro distrikt.
Socknens areal är 23,80 kvadratkilometer, allt land. År 2020 fanns här 447 invånare. Kyrkbyn Bro med sockenkyrkan Bro kyrka ligger i socknen.

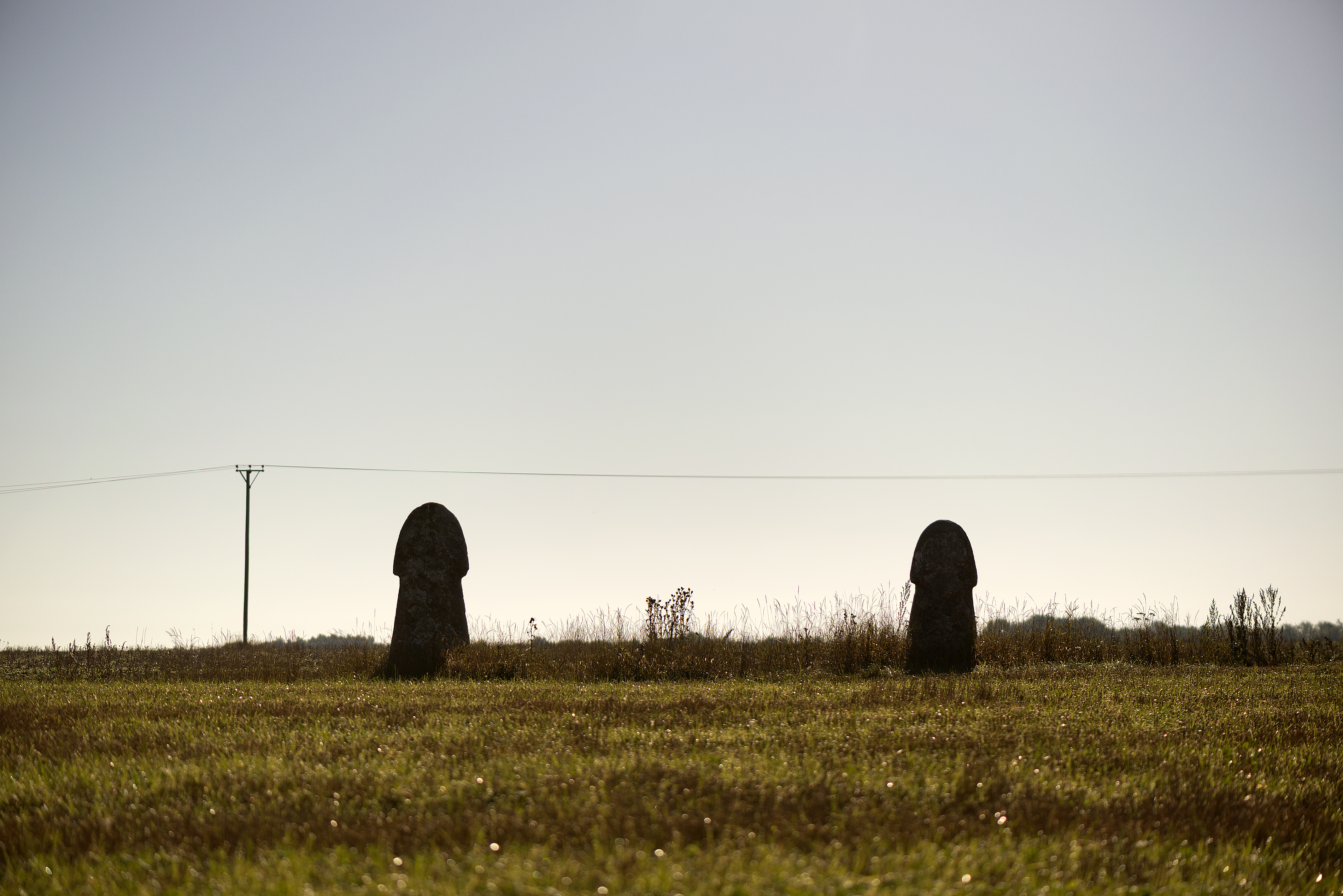
Bildstenar Bro "Bro källingar"

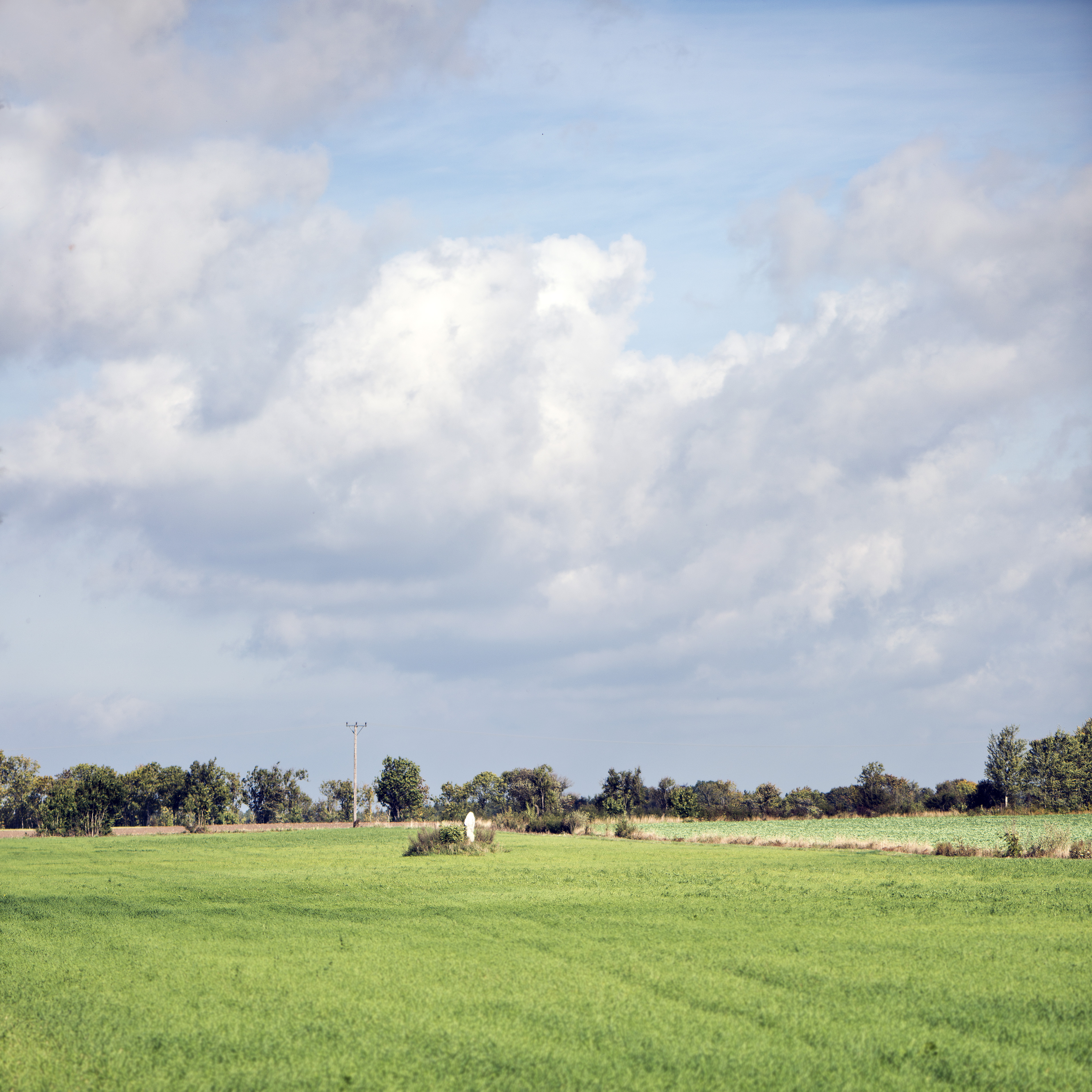
Bildsten vid Roklunds

## Administrativ historik
Bro socken har medeltida ursprung. Socknen tillhörde Bro ting som i sin tur ingick i Bro setting i Nordertredingen.
Vid kommunreformen 1862 övergick socknens ansvar för de kyrkliga frågorna till Bro församling och för de borgerliga frågorna bildades Bro landskommun. Landskommunen inkorporerades 1952 i Tingstäde landskommun och ingår sedan 1971 i Gotlands kommun. Församlingen uppgick 2007 i Väskinde församling.
1 januari 2016 inrättades distriktet Bro, med samma omfattning som församlingen hade 1999/2000.  
Socknen har tillhört samma fögderier och domsagor som Gotlands norra härad. De indelta båtsmännen tillhörde Gotlands första båtsmanskompani.

## Geografi
Bro socken ligger nordost om Visby. Socknen består av skogrik kalkslätt.

### Gårdsnamn
Annexen, Dacker, Duss, Ekes, Eriks, Halner, Kvie, Stenstugu, Suderbys, Tors, Tuer, Ytlings, Åby Lilla, Åby Stora.

### Ortnamn
Brandhagen.

## Fornlämningar
Kända från socknen är några hällkistor från stenåldern och några gravrösen från bronsåldern. Från järnåldern finns två större gravfält, stensträngar, bildstenar och tre fornborgar. I socknen finns också sliprännestenar. Två runristningar är kända.

## Namnet
Namnet (1200-talet Bro) syftar på en bro över Ågången, nordost om kyrkan.

## Befolkningsutveckling
| Befolkningsutvecklingen i Bro socken, Gotland 1750–2020 | Befolkningsutvecklingen i Bro socken, Gotland 1750–2020 | Befolkningsutvecklingen i Bro socken, Gotland 1750–2020 | Befolkningsutvecklingen i Bro socken, Gotland 1750–2020 | Befolkningsutvecklingen i Bro socken, Gotland 1750–2020 |
| --- | ------------------------------------------------------- | ------------------------------------------------------- | ------------------------------------------------------- | ------------------------------------------------------- |
| |                                                         |                                                         |                                                         |                                                         |
| År |                                                         |                                                         | Folkmängd                                               |                                                         |
| 1750 | 1750                                                    |                                                         | 136                                                     |                                                         |
| 1760 | 1760                                                    |                                                         | 162                                                     |                                                         |
| 1769 | 1769                                                    |                                                         | 185                                                     |                                                         |
| 1780 | 1780                                                    |                                                         | 202                                                     |                                                         |
| 1790 | 1790                                                    |                                                         | 184                                                     |                                                         |
| 1800 | 1800                                                    |                                                         | 194                                                     |                                                         |
| 1810 | 1810                                                    |                                                         | 186                                                     |                                                         |
| 1820 | 1820                                                    |                                                         | 208                                                     |                                                         |
| 1830 | 1830                                                    |                                                         | 254                                                     |                                                         |
| 1840 | 1840                                                    |                                                         | 236                                                     |                                                         |
| 1850 | 1850                                                    |                                                         | 238                                                     |                                                         |
| 1860 | 1860                                                    |                                                         | 295                                                     |                                                         |
| 1870 | 1870                                                    |                                                         | 301                                                     |                                                         |
| 1880 | 1880                                                    |                                                         | 311                                                     |                                                         |
| 1890 | 1890                                                    |                                                         | 281                                                     |                                                         |
| 1900 | 1900                                                    |                                                         | 321                                                     |                                                         |
| 1910 | 1910                                                    |                                                         | 302                                                     |                                                         |
| 1920 | 1920                                                    |                                                         | 330                                                     |                                                         |
| 1930 | 1930                                                    |                                                         | 311                                                     |                                                         |
| 1940 | 1940                                                    |                                                         | 337                                                     |                                                         |
| 1950 | 1950                                                    |                                                         | 298                                                     |                                                         |
| 1960 | 1960                                                    |                                                         | 337                                                     |                                                         |
| 1970 | 1970                                                    |                                                         | 292                                                     |                                                         |
| 1980 | 1980                                                    |                                                         | 307                                                     |                                                         |
| 1990 | 1990                                                    |                                                         | 319                                                     |                                                         |
| 2000 | 2000                                                    |                                                         | 344                                                     |                                                         |
| 2010 | 2010                                                    |                                                         | 358                                                     |                                                         |
| 2020 | 2020                                                    |                                                         | 447                                                     |                                                         |
| Anm: Källor: Umeå universitet - Tabellverket 1749-1859, Demografiska databasen, CEDAR, Umeå universitet, Befolkningsutvecklingen i Gotlands socknar 2000 - 2010, Folkmängden per distrikt, landskap, landsdel eller riket efter kön. År 2015 - 2022. |                                                         |                                                         |                                                         |                                                         |

### Fotnoter
1. 1 2  Svensk Uppslagsbok andra upplagan 1947–1955: Bro socken
2. ↑  ”Folkmängden per distrikt, landskap, landsdel eller riket efter kön. År 2015 - 2022”. Statistikdatabasen. Statistiska centralbyrån. http://www.statistikdatabasen.scb.se/pxweb/sv/ssd/START__BE__BE0101__BE0101A/FolkmangdDistrikt/. Läst 23 april 2023.
3. ↑  Harlén, Hans; Harlén Eivy (2003). Sverige från A till Ö: geografisk-historisk uppslagsbok. Stockholm: Kommentus. Libris 9337075. ISBN 91-7345-139-8
4. ↑  ”Församlingar”. Statistiska centralbyrån. https://www.scb.se/hitta-statistik/regional-statistik-och-kartor/regionala-indelningar/forsamlingar/. Läst 30 december 2022.
5. ↑  Administrativ historik för Bro socken (Klicka på församlingsposten). Källa: Nationella arkivdatabasen, Riksarkivet.
6. ↑  Om Gotlands båtsmanskompani
7. 1 2  Sjögren, Otto (1931). Sverige geografisk beskrivning del 2 Östergötlands, Jönköpings, Kronobergs, Kalmar och Gotlands län. Stockholm: Wahlström & Widstrand. Libris 9939
8. 1 2  Nationalencyklopedin
9. ↑  Förteckning över slipskåror
10. ↑  Fornlämningar, Statens historiska museum: Bro socken, Gotland
11. ↑  Fornminnesregistret, Riksantikvarieämbetet: Bro socken, Gotland Fornminnen i socknen erhålls på kartan genom att skriva in sockennamn (utan "socken") i "Ange geografiskt område"
12. ↑  Mats Wahlberg, red (2003). Svenskt ortnamnslexikon. Uppsala: Institutet för språk och folkminnen. Libris 8998039. ISBN 91-7229-020-X. https://isof.diva-portal.org/smash/get/diva2:1175717/FULLTEXT02.pdf